# Neoempheria luederwaldti
Neoempheria luederwaldti är en tvåvingeart som beskrevs av Edwards 1940. Neoempheria luederwaldti ingår i släktet Neoempheria och familjen svampmyggor. Inga underarter finns listade i Catalogue of Life.